# Перкамота, Георгий
Георгий Перкамота — московский дипломат, участник посольства в Италию 1486 года.

## Биография
О Перкамоте известно лишь из итальянских источников. В грамоте миланского герцога князю Ивану III, написанной 24 июня 1486 года, посол упоминается как Георгий Перканеот (итал. Georgius Percaneotes). В сообщении о России, составленном послом 28 июня 1486 года, сказано, что он — «Георгий Перкамота, по национальности грек, рыцарь и дворянин, давно покинувший Константинополь» (итал. messer Giorgio Percamota, per natione greco, cavallero et gentilhomo, antiquamente desceso da Constantinopoli).
Ряд историков, в том числе Е. Ф. Шмурло, В. И. Рутенбург, А. Л. Хорошкевич, склонны отождествлять Георгия Перкамоту с Юрием Траханиотом, который неоднократно ездил с посольством в Италию. По утверждению Рутенбурга, фамилия посла была записана как «Перканеот» в результате ошибки копииста, а как «Перкамота» — в результате искажения сложного для итальянцев слова. Другие исследователи, в частности, М. А. Гуковский и П. О. Пирлинг, считают их разными людьми. Как отмечает Гуковский, сообщение о России было составлено в присутствии посла, что исключает возможность ошибочной записи его фамилии.

## Посольство
Посольство было отправлено в октябре 1485 года и прибыло в Милан в июне 1486-го. Его цели точно неизвестны. Предположительно, обсуждался возможный союз России с Италией против Османской империи. Известно, что этому вопросу было посвящено первое московское посольство в Италию 1461 года во главе с греком Николаем Ралли.
Также известно, что это посольство было ответным. Перед этим состоялось посольство от Джана Галеаццо Сфорца к Ивану III, которое привезло ему в дар несколько охотничьих соколов. В ответ посольство Перкамоты привезло 80 собольих мехов, несколько живых соболей и 2 кречетов.

## Сообщение о России
28 июня 1486 года в канцелярии Сфорца Георгий Перкамота продиктовал сообщение о России. Оно было записано на итальянском языке и хранилось в миланском архиве Сфорца. В 1957 году оно было опубликовано в издании Джино Барбиери «Милан и Москва в политике Возрождения».
В этом сообщении приводятся сведения о географии России, её населении, экономике. Рассказывается о княжеских дворах и войске.